# Columbia Records

Firmenlogo Columbia Records

Firmenlogo SONY CBS

Columbia Records ist ein US-amerikanisches Musiklabel in New York City. Es gehört seit 1988 dem Major-Label Sony Music Entertainment an. Bis dahin trat es ausschließlich in den USA unter diesem Namen, international jedoch unter CBS Records auf. Das US-amerikanische Label ist nicht zu verwechseln mit den bis in die 1970er Jahre hinein von EMI betriebenen britischen Columbia Records, wenngleich letzteres sich initial aus dem europäischen Ableger des amerikanischen Labels verselbständigt hatte.

## Geschichte des Markennamens
Columbia Records ist der weltweit älteste durchgängig benutzte Markenname im Bereich der Audioaufzeichnung und durchlebte zahlreiche Besitzerwechsel. 1888 von der North American Phonograph Company gegründet, verselbständigte sich das Label 1894 zur Columbia Phonograph. 1922 verkaufte das US-amerikanische Unternehmen seinen britischen Ableger Columbia Graphophone Company, der 1926 wiederum die amerikanische Muttergesellschaft aufkaufte und mit der Gramophone Company 1931 schließlich zur EMI fusionierte. Aufgrund US-amerikanischen Wettbewerbsrechts musste die EMI sich 1934 jedoch wieder von ihren nordamerikanischen Unternehmungen trennen. Dadurch entstand ein amerikanisches sowie ein europäisches Label mit Namen Columbia Records.
Die amerikanischen Columbia Records wurden nach Aufkauf durch mehrere unterschiedliche Unternehmen 1938 schließlich von CBS übernommen. Da das europäische EMI-Label Columbia Records weltweit außer in die USA Vertriebsrechte ausübte, gründete CBS 1962 das Label CBS Records für internationalen Vertrieb der amerikanischen Columbia Records.
1988 wurden die gesamte CBS-Musikgruppe mitsamt dem Columbia-Label von Sony erworben. Da die Rechte zur Weiternutzung der Marke CBS Records vertraglich temporär begrenzt waren, wurden das Unternehmen zum 1. Januar 1991 in Sony Music Entertainment umbenannt und für das darunter angesiedelte Label die internationalen Rechte am Markennamen Columbia Records erworben, die weiterhin der EMI oblagen, wenngleich sie diesen seit den 1970er Jahren bereits nicht mehr verwendete.
Die mittlerweile an CBS zurückgegangenen Rechte an der Marke CBS Records wurden 2006 mit einem neuen Label CBS Records wiederbelebt.

## Geschichte

### Entstehung
Ursprünglich war Columbia der lokale Vertreiber von Edison-Phonographen und Phonographenwalzen in Washington, D.C., Maryland und Delaware (USA). Dies ergab sich daraus, dass 1887 die „North American Phonograph Co.“ (NAPCO) durch Ankauf der Verkaufsrechte für Phonographen von Thomas Alva Edison vom Geschäftsmann Jesse Lippincott gegründet wurde und am 26. März im Jahr darauf auch mit Edisons Konkurrenten, der „American Graphophone Company“ einen Kooperationsvertrag abschloss; die NAPCO vertrieb nun parallel die Edison-Geräte und die Bell & Tainter-Graphophone der „American Graphophon Company“. Zur Vermarktung der Apparate gründete die NAPCO eine Vielzahl von weitgehend selbständigen Tochtergesellschaften, die jeweils für bestimmte Regionen der USA die alleinige Lizenz zu Vertrieb und Herstellung von Phonographen erhielten. Eines dieser Subunternehmen war die „Columbia Phonograph Company“ unter der Leitung des Unternehmers Edward D. Easton, die die Lizenz für den „District of Columbia“ mit den Städten Washington und Baltimore besaß. Wie es damals bei einigen der regionalen Phonographen-Gesellschaften üblich war, produzierte Columbia viele eigene Walzen.

### Unabhängigkeit und Aufstieg
Während die meisten regionalen Tochterunternehmen der NAPCO den Phonographen entsprechend Edisons ursprünglicher Absicht ausschließlich als Diktiergerät für Bürozwecke vermarkteten, glaubten Easton und sein Mitarbeiter Victor H. Emerson bereits früh an eine Zukunft des Geräts in der Unterhaltungsbranche, weshalb sie 1889 kommerzielle Tonaufnahmen anfertigten, die vornehmlich an öffentliche „phonographic parlors“ und reisende Schausteller geliefert wurden, die den Phonographen auf Jahrmärkten und Messen vorführten. 1891 veröffentlichte Columbia den ersten Tonträgerkatalog der Welt. Bereits zwei Jahre später, 1893, trennte Columbia sich von Edison und der „North American Phonograph Company“ und verkaufte in der Folgezeit nur noch eigene Aufnahmen und Phonographen. Die geschäftliche Aufteilung von Columbia-Produktion wurde einerseits von der „American Graphophone Company“ zur Herstellung von Graphophonen, zum anderen Teil von der „Columbia Phonograph Company“ zur Walzenproduktion übernommen. Als weitere Gesellschaft existierte die „Volta Graphophone Company“, die die notwendigen Patente dafür vorhielt.

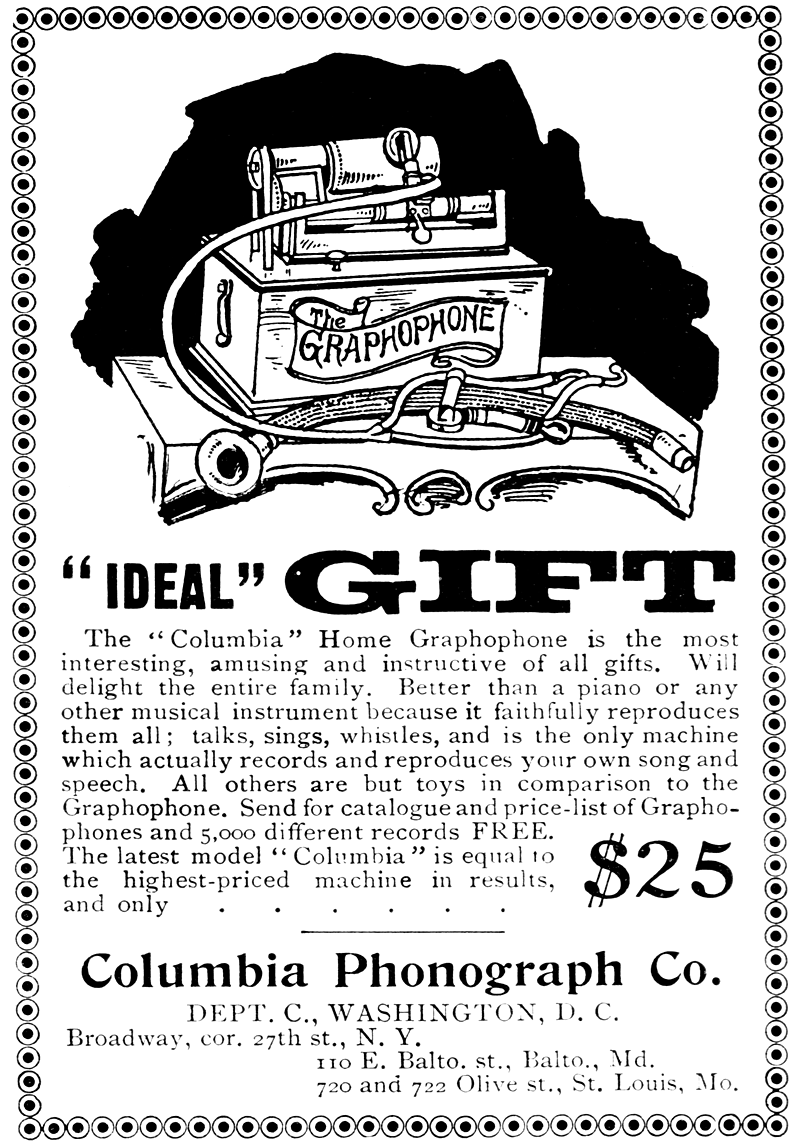
Inserat von 1897

Infolge rechtlicher Probleme nach dem Zusammenbruch der NAPCO durfte Edison von 1894 bis 1896 in den USA keine Phonographen und Walzen verkaufen. Diese Phase nutzte Columbia zum Aufbau eines landesweiten Vertriebsnetzes und zu anderen Expansionsmaßnahmen. 1895 präsentierte Columbia den ersten federwerksgetriebenen Phonographen, dessen Antriebstechnik zum Vorbild für den Großteil aller späteren Walzenspieler wurde und eine so preiswerte Herstellung ermöglichte, dass er auch als Unterhaltungsgerät für Privatleute erschwinglich wurde, was wiederum für den Absatz der bespielten Walzen sehr förderlich war. Nach der Rückkehr Edisons auf den Markt konnte Columbia die führende Position nicht vollständig behaupten, blieb aber neben Edisons neuer „National Phonograph Company“ der weltweit wichtigste Hersteller von Phonographen und Walzen.
1901 begann die Großserien-Fertigung normalformatiger Schellackplatten und passender Abspielgeräte, für die man zunächst den Namen „Graphophone“ beibehielt. Die Plattenproduktion drängte in den folgenden Jahren die Walzenfertigung bei Columbia mehr und mehr in den Hintergrund, was die Marktentwicklung widerspiegelte – Schallplatten wurden zulasten der Walzen zunehmend populärer. Für ein Jahrzehnt stand Columbia als einer der drei Großen im Audioaufzeichnungsgeschäft im Wettbewerb mit den Edison Phonograph Company-Walzen und den „Victor Talking Machine Company“-Schallplatten.
1904 propagierte Columbia als erster Hersteller 78 Umdrehungen pro Minute als Standarddrehzahl für alle Schellackplatten; im gleichen Jahr erschienen die ersten in Mehrschicht-Laminattechnik aus besonders hochwertigem Schellack gefertigten Pressungen. 1907 entwickelte Guglielmo Marconi für Columbia die als unzerbrechlich vermarkteten „Velvet Tone“-Platten, im Jahr darauf wurde die Massenproduktion der ersten beidseitig bespielten Schallplatte begonnen. Im Juli 1912 beschloss Columbia, sich zukünftig ausschließlich auf Schallplatten zu konzentrieren und stellte die Produktion neuer Walzen und Phonographen ein; man presste und verkaufte jedoch noch ein bis zwei weitere Jahre lang Walzenkopien der im Archiv befindlichen Walzen-Aufnahmen. Die Matrizen wurden danach an die Firma „Oxford Records“ verkauft und zu einem großen Teil über das amerikanische Versandhaus Sears & Roebuck vertrieben.
Einer der berühmten Werbesprüche von Columbia Records aus der Schellack-Ära lautete: Columbia-Aufnahmen vergehen nie – sie verschleißen nur!

### Ende der Unabhängigkeit, Aufgehen in EMI

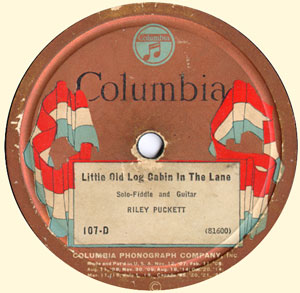
Little Old Log Cabin in the Lane, von den Riley Puckett, aufgenommen und veröffentlicht bei den Columbia Records 1924

1921 gliederte man den britischen Unternehmensteil, die „Columbia Graphophone Company“ aus, von der man jedoch fünf Jahre später selbst wiederum aufgekauft wurde.
Anfang 1925 begann Columbia, mit einem neuen Aufnahmeverfahren von Western Electric aufzuzeichnen. In einer geheimen Abmachung mit der „Victor Talking Machine Company“ wurde beschlossen, die neue Aufnahmetechnologie nicht öffentlich zu machen. Dies geschah, um den Verkauf der Aufnahmen aus dem noch existierenden akustisch aufgenommenen Archiv nicht zu beeinträchtigen, während ein neues elektronisch aufgenommenes Archiv erstellt wurde. Der erste Interpret, der mit dem Western-Electric-Verfahren aufgenommen wurde, war der hawaiische Musiker Frank Ferera.
Nach der Übernahme durch die ehemalige britische Tochter „Columbia Graphophone Company“ im Jahr 1926 fusionierte man 1931 zur neuen Gesellschaft „Electric and Musical Industries“ (EMI). Die US-amerikanischen Gesetze zum Wettbewerbsrecht zwangen die EMI jedoch bereits 1934 dazu, alle nordamerikanischen Aktivitäten auszugliedern und zu verkaufen. In der Folge entstand das zunächst wieder unabhängige amerikanische Columbia-Records-Label, das parallel zu einem EMI-Unterlabel gleichen Namens (das nur außerhalb Nordamerikas und Japans verwendet werden durfte) existierte. Einige Jahre lang hatte man noch exklusive gegenseitige Vertriebsabkommen, das bedeutete Columbia (US) vertrieb in den USA Titel von Columbia (EMI) und umgekehrt. 1972 stellte EMI die Verwendung des Namens ein.

### Herauslösung aus EMI und Niedergang
EMI war gezwungen, die amerikanischen Columbia-Aktivitäten zu verkaufen; neuer Eigentümer war die Grigsby-Grunow Company, die auch Hersteller des damals populären Majestic Radio war. Majestic geriet jedoch bald in eine Krise, aus der man sich unter anderem mit Marketingaktionen zu befreien versuchten. Bemerkenswert war in dieser Hinsicht die so genannte „Columbia Royal Blue Record“, eine brillantblau laminierte Schallplatte mit eigenem Plattenlabel. Die „Royal Blue“-Platten wurden zwischen 1932 und 1935 produziert und erfreuten sich besonders bei Sammlern wegen ihrer geringen Produktionszahlen großer Beliebtheit. Ein kurzlebiger Marketing-Gag war die „Longer Playing Record“, eine 10″ 78/min-Platte mit feineren Rillen und zwischen 4:30 und 5:00 Minuten Spielzeit pro Seite.
Columbias Niedergang war jedoch in einer Zeit, in welcher der Phonograph zunehmend an Beliebtheit einbüßte, nicht aufzuhalten. 1934 ging Grigsby-Grunow unter und musste Columbia für nur 75.000 US$ an die „American Record Corporation“ (ARC) verkaufen. ARC besaß bereits „Brunswick Records“ als Premium-Label, weshalb auf Columbia nur weniger verkaufsträchtige Veröffentlichungen wie die hawaiische Musik von Andy Iona und der damals noch unbekannte Benny Goodman verlegt wurden. Bis Ende 1936 wurden alle Pop-Veröffentlichungen eingestellt, womit das Label fast komplett eingestellt war.
1938 wurde ARC, einschließlich des US-amerikanischen Columbia-Labels, durch William S. Paley vom Columbia Broadcasting System (CBS) für 700.000 US$ aufgekauft. (CBS war ursprünglich selbst durch Columbia Records mitbegründet worden, allerdings ließ sich Columbia schon bald auszahlen, womit nur der Namensbestandteil Columbia bei CBS verblieb.) CBS beschloss, statt des Brunswick-Labels Columbia Records und sein Unterlabel „Okeh Records“ wiederzubeleben.
1948 veröffentlichte Columbia die erste Langspielplatte, die sich mit 33 1⁄3 Umdrehungen pro Minute drehte und zum Standard bei analogen Schallplatten wurde, fast vier Jahrzehnte lang sogar zum Standard der kommerziellen Musikvervielfältigung überhaupt. Die von Peter Carl Goldmark am 21. Juni 1948 präsentierte Vinyl-Schallplatte beschleunigte den Niedergang der Schellackplatte.
Einen großen Popularitätsschub erlangte das Label, als 1950 der A&R-Chef des Konkurrenzunternehmens Mercury, Mitch Miller, zu Columbia wechselte. Miller holte eine Reihe junger Künstler zu Columbia und baute sie zu Stars auf, darunter Rosemary Clooney, Ray Conniff, Doris Day, Frankie Laine, Johnny Mathis, Guy Mitchell, Johnnie Ray und Andy Williams; daneben forcierte er die Vermarktung von bereits beim Label unter Vertrag stehenden Künstlern wie Tony Bennett oder Percy Faith.
Miller wurde später vorgeworfen, die Bedeutung der Rockmusik unterschätzt zu haben. Diese umsatzträchtige Musiksparte führte Clive Davis in den 1960er-Jahren bei Columbia ein, als er zum Beispiel den ersten Millionenvertrag für das Label mit Neil Diamond unterschrieb, der bis heute für Columbia aufnimmt. Auch Künstler wie Janis Joplin, Michael Jackson und The Byrds hatten ihre großen Erfolge mit dem Label, Jackson mit dem zum Konzern gehörenden Unterlabel „Epic Records“. Auch die Band Wings stand kurze Zeit bei Columbia unter Vertrag.

### Besitzerwechsel und heutiger Verbleib von Columbia Records
1988 kaufte der japanische Konzern Sony die CBS Records samt Columbia Records und weiterer Unterlabel auf – die Oberabteilung wurde daraufhin 1991 in Sony Music Entertainment umbenannt. Da man die Rechte auf den Namen CBS Records nur für zeitlich begrenzte Zeit besaß, denn dieser fiel nach einigen Jahren wieder an die CBS Corporation zurück, nutzte man fortan das Label Columbia Records, für das man 1990 auch die Namensrechte außerhalb der USA, Kanadas und Japans von EMI erwarb. Sony Music fusionierte 2004 mit der „Bertelsmann Music Group“ (BMG) zu Sony BMG. Auch diese neue Gesellschaft veröffentlicht nach wie vor Aufnahmen unter dem Labelnamen Columbia Records. Ausnahme ist Japan, wo die Veröffentlichungen unter „Sony Music Japan“ laufen, einer weiterhin 100%igen Tochter von Sony. In Japan besteht darüber hinaus die – von Sony BMG unabhängige – Columbia Music Entertainment, die ihren Namen aufgrund einer Kooperationsvereinbarung mit EMI aus dem Jahr 1931 besitzt.
Die Namen vieler bekannter amerikanischer Musiker sind mit Columbia verbunden. Unter anderem Billie Holiday, Dave Brubeck, Duke Ellington, Frank Sinatra, Peter Tosh, Johnny Cash, Miles Davis und Prince veröffentlichten auf Columbia. Barbra Streisand und Bruce Springsteen haben ihre Karriere nicht nur bei Columbia begonnen, sondern nehmen seit Jahrzehnten ausschließlich für das Label auf, auch Bob Dylan, Blood, Sweat & Tears und Chicago starteten ihre Karrieren dort. Der Impresario John Hammond war jahrzehntelang für Columbia als Talentsucher tätig und nahm viele inzwischen berühmte Musiker unter Vertrag.

## Auszeichnungen
- 2021: Variety’s Hitmakers – Label of the Year[2]